# Boubacar Ould Messaoud
Boubacar Ould Messaoud (geb. 15. Mai 1945, Rosso, Mauretanien) ist ein Gemeindeaktivist und Politiker in Mauretanien. Er ist der Gründer und Präsident der Vereinigung SOS Esclaves Mauritanie. Er ist von Beruf Architekt.

## Leben
Boubacar Ould Messaoud wurde in eine Familie von Sklaven geboren, hatte aber die Möglichkeit in Rosso zur Schule zu gehen. Seit seiner Jugend engagiert er sich im Kampf gegen die Sklaverei. Von 1964 bis 1967 studierte er an der Ecole Nationale d’Ingénierie in Bamako, Mali. Von 1967 bis 1968 absolvierte er ein Jahr mit Vorbereitungsstudien an großen sowjetischen Schulen für die Staatsuniversität von Moskau. Von Oktober 1968 bis März 1974 war er dann an der Moskauer Hochschule für Malerei, Bildhauerei und Architektur, wo er einen Master of Sciences in Architecture (M.S.A) mit Auszeichnung erwarb.
Er trat 1978 der Organisation de Libération et d’Emancipation des Haratines (EL HOR, Organisation zur Befreiung und Emanzipation der Haratins) bei. In diesem Zusammenhang organisierte und beteiligte er sich nach dem Verkauf eines Sklaven an Protestdemonstrationen in den Städten Atar, Zouérat, Nouadhibou und Nouakchott. Daraufhin wurden in der „affaire Boubacar Messaoud & Consorts“ im März 1980 Massenverhaftungen der Mitglieder von EL HOR durchgeführt, einschließlich der Anführer, die wegen Demonstration in der Öffentlichkeit und Gründung und Verwaltung einer nicht genehmigten Organisation vor Gericht gestellt und verurteilt wurden. Sie erhielten zwei bis sechs Monate Gefängnis durch einen Sondergerichtshof, ein Militärgericht, das in einer mobilen Sitzung in Rosso tagt. Zwei Wochen nach dem Urteil, am 5. Juli 1980, erfolgte die vom Militärkomitee für nationale Rettung (المجلس العسكري للخلاص الوطني‎, CMSN) angenommene Erklärung zur Abschaffung der Sklaverei, und am 9. November 1981 wurde die Ordonnance N°81 234 (Verordnung Nr. 81 234) zur Abschaffung der Sklaverei in all ihren Formen erlassen.
Boubacar beteiligte sich an der Anklage der rassistischen Verbrechen der Jahre 1989-1992, insbesondere der Deportationen und außergerichtlichen Hinrichtungen hunderter schwarzer Mauretanier. 1995 gründete er mit einer Gruppe von Demokraten verschiedener ethnischer Gruppen und aller sozialen Schichten die Organisation SOS Esclaves, eine Nichtregierungsorganisation zur Verteidigung und Förderung der Menschenrechte, welche sich für die Abschaffung der Sklaverei einsetzt. Er wurde 1998 wegen der Führung einer nicht autorisierten Organisation zu 13 Monaten Gefängnis verurteilt.
Boubacar gehört auch zu den Persönlichkeiten, die von Frankreich eingeladen wurden, an der Gedenkfeier zum 50. Jahrestag der Allgemeinen Erklärung der Menschenrechte vom 7. bis 10. Dezember 1998 teilzunehmen. Außerdem nahm er vom 8. bis 10. Dezember an der Generalversammlung der Défenseurs des droits de l’homme (Menschenrechtsverteidiger) in Paris teil.
Im Jahr 2002 wurde er erneut wegen einer Aussage bei Radio France International im Zusammenhang mit einem Fall der Sklaverei, in welchen der Erste Berater der US-Botschaft in Nouakchott verwickelt war, verhaftet. Im Jahr 2003 wurde auf internen und externen Druck auf die Regierung, Sklavereipraktiken zu kriminalisieren, ein Gesetz erlassen, welches Menschenhandel unter Strafe stellt.
SOS Esclaves war lange Zeit verboten und wurde schließlich am 27. Mai 2005 von der Regierung offiziell anerkannt. In den letzten Jahren des Diktaturregimes, die von willkürlichen Verhaftungen und politischen Prozesse geprägt waren, mobilisierte die Organisation die Öffentlichkeit für eine Sensibilisierung für das Recht auf Verteidigung. Dass die Todesstrafe im Urteil gegen die Putschisten nicht verhängt wurde, ist auf die Auswirkungen der Mobilisierung der nationalen und internationalen Meinung gegen die Verletzungen der Verteidigungsrechte zurückzuführen. Über die Vorgänge in der Militärkaserne von Wad Naga wurden täglich Berichte von SOS Esclaves und von der Presse veröffentlicht.
Nach dem Staatsstreich vom 3. August 2005 wich das Klima von Konfrontation und Denunziation, welches im gestürzten Regime vorgeherrscht hatte, einem Geist des Dialogs und des Austauschs über Themen im Zusammenhang mit Menschenrechten im Allgemeinen und Sklaverei im Besonderen. SOS Esclaves und andere Menschenrechtsorganisationen arbeiten seither daran, die Übergangsbehörden von der Ernsthaftigkeit ihres Kampfes für die Förderung der Menschenrechte und die Errichtung einer gerechten und demokratischen Rechtsstaatlichkeit zu überzeugen.

## Menschenrechtspreise
- 2009: Anti-Slavery International
- 2010: Prix des Droits de l'homme de la République française
- 2008: Hero Acting to End Modern-Day Slavery Award, USA

## Veröffentlichungen
- Co-auteur der Rapports Périodiques von SOS Esclaves.
- L’esclavage en Mauritanie: De l’idéologie du silence à la mise en question. In: Journal des Africanistes. 70 (1-2).
- Organisations Nationales des Droits de l’Homme des Forum des Organisations nationales des Droits de l’Homme, Rapport alternatif au Rapport du gouvernement mauritanien für das Komitee der Vereinten Nationen zur Elimination aller Formen der rassischen Diskrimination (CERD) 2004.
- L’univers carcéral en Mauritanie.
- L’usage de la torture en Mauritanie.